# エレクトリック・ギターとオーケストラのための協奏組曲 変ホ短調『新世紀』
『エレクトリック・ギターとオーケストラのための協奏組曲 変ホ短調「新世紀」』（Concerto Suite for Electric Guitar and Orchestra in E flat minor Op.1 - Millennium -）は、スウェーデン出身のギタリスト、イングヴェイ・マルムスティーンが作曲、1997年に完成させた全12曲の協奏組曲、ならびにマルムスティーンとチェコ・フィルハーモニー管弦楽団（ヨエル・レヴィ指揮）による演奏を収めた11作目のスタジオ・アルバムである。

## 概要
ジミ・ヘンドリックスやリッチー・ブラックモアらギタリストの影響でロックやヘヴィメタルに夢中になっていたマルムスティーンは、姉の影響でジェネシスを聞いたのを機にバロック音楽を初めとするクラシック音楽に熱中するようになっていく。ヘヴィメタルのリズムとクラシックの旋律、ニコロ・パガニーニに強く影響を受けたギタープレイでネオクラシカルメタルの旗手となった彼だが、エレクトリック・ギターによるギター協奏曲という構想が語られ始めるのは1992年頃である。
「オーケストラの第一ヴァイオリンに代えてギターで演奏する」、ロック・ギタリストであるマルムスティーンはここを主眼として着想を広げていった。過去にはディープ・パープルとロイヤル・フィルハーモニー管弦楽団による『ディープ・パープル・アンド・ロイヤル・フィルハーモニック・オーケストラ』、近年ではメタリカとサンフランシスコ交響楽団による『S&M』やスコーピオンズとベルリン・フィルハーモニー管弦楽団による『栄光の蠍団』 (Moment of Glory) などが「ロックとクラシック・オーケストラの融合」であったのに対し、彼が構想したのはあくまでもエレクトリック・ギターを主とする協奏曲であった（ただし今作には題名に反してアコースティック・ギターも使われる）。
作曲が始まったのは1995年頃のようだが、本格的な制作に入ったのは1996年から。さらにこの頃には協奏曲 (concerto) ではなく協奏組曲 (concerto suite) となっていた。ちなみにマルムスティーンは楽譜を読み書きしないため、自身のギターやハミングを当時バンドの同僚であったマッツ・オラウソンにシンセサイザーで置き換えてもらって録音していくという手法で作曲が行われた。こうした3か月の作業の後、その音源をデヴィッド・ローゼンサルが楽譜に仕上げて完成となった。
オーケストラ・パートの録音は1997年6月中旬、9月末にギター・パートがそれぞれプラハのルドルフィヌムで録音された。初演は新日本フィルハーモニー交響楽団との共演（竹本泰蔵指揮）で日本で行われ、会場は2001年6月15日すみだトリフォニーホール、同年6月17日オーチャードホール。このうち17日分は録音・撮影され、『エレクトリック・ギターとオーケストラのための協奏組曲 変ホ短調 コンチェルト・ライヴ・イン・ジャパン・ウィズ・新日本フィルハーモニー交響楽団』（2002年）としてCD/VHS/DVDで発売された。
なお、1998年2月18日にはCDの素材にARTONを使用し、同年2月4日に発売されたものと異なるジャケットを採用した盤がキャニオン・クラシックスから発売された。

## 収録曲
| 全作曲・編曲: イングヴェイ・ヨハン・マルムスティーン。 |                                                              |       |                                        |      |
| #                                                      | タイトル                                                     | 作詞  | 作曲・編曲                             | 時間 |
| 1.                                                     | 「イカロス・ドリーム・ファンファーレ」(Icarus Dream Fanfare) |       | イングヴェイ・ヨハン・マルムスティーン | 5:26 |
| 2.                                                     | 「キャヴァリーノ・ランパンテ」(Cavalino Rampante)            |       | イングヴェイ・ヨハン・マルムスティーン | 3:58 |
| 3.                                                     | 「フーガ」(Fugue)                                            |       | イングヴェイ・ヨハン・マルムスティーン | 3:38 |
| 4.                                                     | 「プレリュード・トゥ・エイプリル」(Prelude to April)         |       | イングヴェイ・ヨハン・マルムスティーン | 2:43 |
| 5.                                                     | 「トッカータ」(Toccata)                                      |       | イングヴェイ・ヨハン・マルムスティーン | 3:58 |
| 6.                                                     | 「アンダンテ」(Andante)                                      |       | イングヴェイ・ヨハン・マルムスティーン | 4:19 |
| 7.                                                     | 「サラバンド」(Sarabande)                                    |       | イングヴェイ・ヨハン・マルムスティーン | 3:22 |
| 8.                                                     | 「アレグロ」(Allegro)                                        |       | イングヴェイ・ヨハン・マルムスティーン | 1:30 |
| 9.                                                     | 「アダージョ」(Adagio)                                       |       | イングヴェイ・ヨハン・マルムスティーン | 3:09 |
| 10.                                                    | 「ヴィヴァーチェ」(Vivance)                                  |       | イングヴェイ・ヨハン・マルムスティーン | 4:50 |
| 11.                                                    | 「プレスト・ヴィヴァーチェ」(Presto Vivace)                  |       | イングヴェイ・ヨハン・マルムスティーン | 3:39 |
| 12.                                                    | 「フィナーレ」(Finale)                                       |       | イングヴェイ・ヨハン・マルムスティーン | 1:50 |
| 合計時間:                                              | 合計時間:                                                    | 42:22 |                                        |      |

## 参加ミュージシャン・エンジニア
- イングヴェイ・ヨハン・マルムスティーン - ギター
- チェコ・フィルハーモニー管弦楽団 - オーケストラ
- ヨエル・レヴィ - 指揮
- デイヴィッド・ローゼンタール - オーケストラスコアリング、オーケストラディレクション
- 江崎友淑 - オーケストラ・エンジニア
- クリス・タンガリーディス - ギターパート・エンジニア